# Herb Warszawy
Herb Warszawy – jeden z symboli miasta stołecznego Warszawy.

## Symbolika
Przedstawia w czerwonym polu postać kobiety z rybim ogonem, z wzniesioną szablą (bułatem) w ręce prawej i tarczą okrągłą w ręce lewej. Barwy ciała naturalne, włosy, szabla i tarcza złote. Nad tarczą herbową znajduje się złota korona królewska. Korona symbolizuje również zwycięstwo.

## Historia
Na przestrzeni wieków syrena zmienia się, przyjmując kolejno następujące dwie postaci:

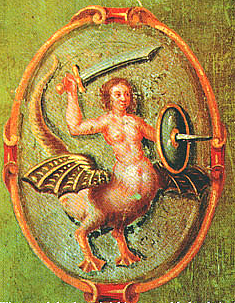
Syrenka na księdze rachunkowej Starej Warszawy z 1659

- syrena upoczwarzona (potworowata)[2]

Górna połowa ludzka, kobieca, na niektórych starszych pieczęciach prawdopodobnie męska, dolna z rozwiniętymi skrzydłami (czasem bez), ogonem i dwiema łapami.
Sugeruje się, że motyw może być zaczerpnięty z popularnych w średniowieczu Physiologusa i bestiarów.
Najstarszy istniejący wizerunek herbu Warszawy występuje na pieczęciach dokumentów rady miejskiej Warszawy z 7 kwietnia 1400 roku, przeznaczonych dla rady miejskiej Torunia i tamże zachowanych. Górna część tej syrenki jest ludzka – głowa z lokami, ręce trzymające miecz i tarczę, być może kobiecy tułów. Niżej przechodzi jednak w ptasi tułów, pokryty piórami lub łuskami, ze skrzydłami z lotkami, ma też długi jakby wężowaty ogon i szponiaste łapy. Syrenka ta znajduje się na trójkątnej tarczy herbowej otoczonej ornamentem roślinnym, wokół której dalej umieszczony jest napis:

+S CIVITATIS · VARSOVIENSIS

(Pieczęć miasta Warszawy).
Na kolejnych pieczęciach pochodzących z drugiej połowy XV i początku XVI wieku górna połowa syrenki jest prawdopodobnie męska, w czasach późniejszych pojawia się kobieta z upiętymi lub rozpuszczonymi włosami i wyraźnym biustem, skrzydła są błoniaste (już nie podobne do ptaka).
Słownik folkloru polskiego sugeruje, że wczesne wizerunki herbu Warszawy, przedstawiające smoczy a nie rybi ogon, przedstawiają Meluzynę.
- syrena w kształcie półkobiety półryby[2]

W oficjalnej symbolice miejskiej czyli na pieczęciach pojawia się dopiero od około połowy XVIII wieku. Jednak już od drugiej połowy XVII wieku spotykana jest na ilustracjach do utworów literackich.
Obydwie postacie syreny są zbrojne - trzymają miecz i tarczę.

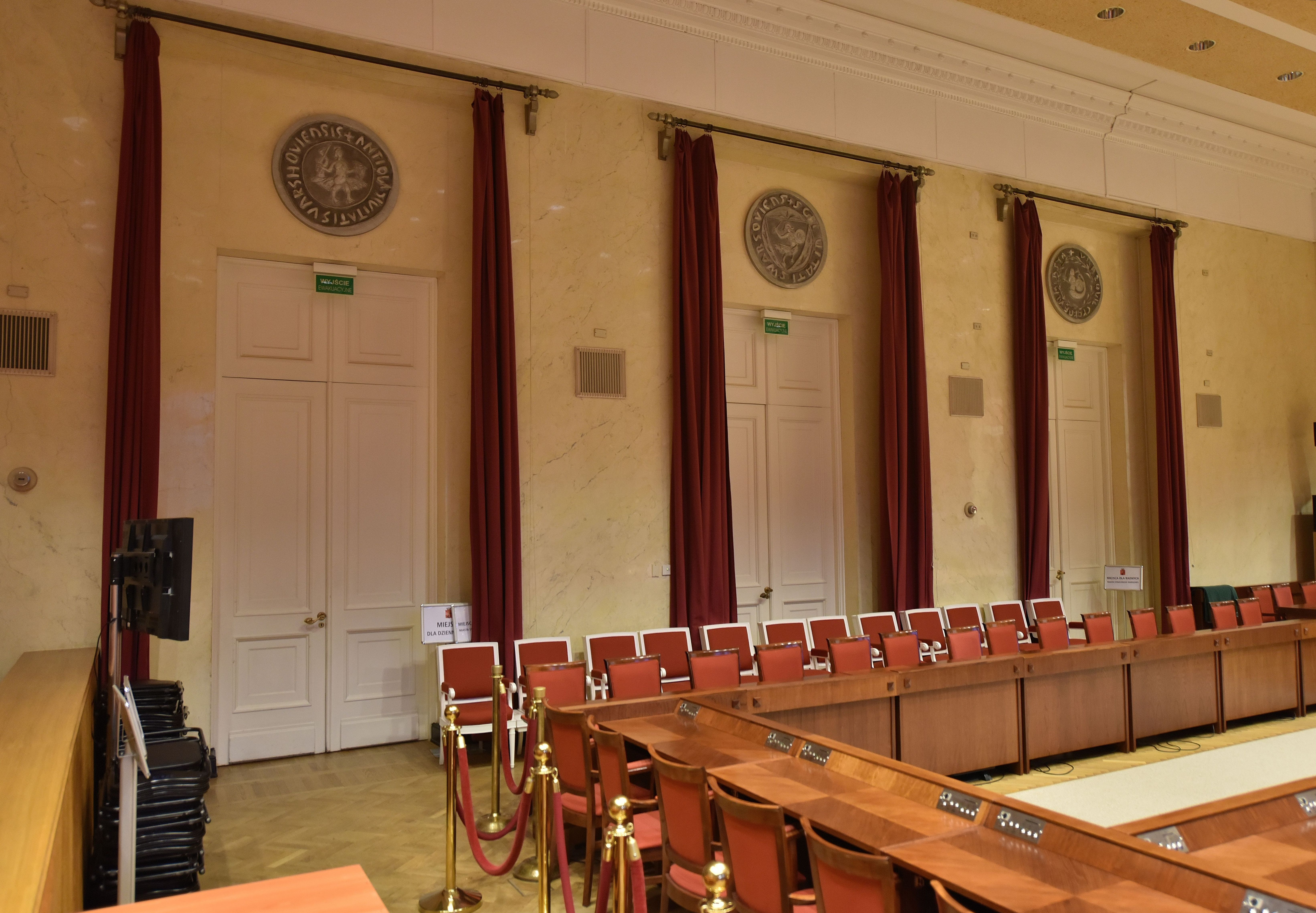
Herby miasta w Sali Warszawskiej w Pałacu Kultury i Nauki – miejscu obrad Rady Warszawy

Obecny herb Warszawy został przyjęty w wyniku konkursu przeprowadzonego w 1937 i w tym samym roku zatwierdzony przez Radę Miejską. Autorem zwycięskiego projektu był artysta grafik Feliks Szczęsny Kwarta. Przyjęty 31 stycznia 1938 roku. W 1967 ogłoszono kolejny konkurs, w którym zwyciężył projekt Leona Urbańskiego. Artysta zaprojektował dwie wersje herbu, uroczystą i na użytek codzienny. 6 lat później zrezygnowano z wersji ceremonialnej z koroną. Obecny herb został przywrócony 15 sierpnia 1990 roku.

### Semper invicta

Herb Wielki Warszawy

Zarządzeniem naczelnego wodza gen. dyw. Władysława Sikorskiego z dnia 9 listopada 1939 do herbu miasta dodano Order Wojenny Virtuti Militari na wstążce orderowej z liśćmi laurowymi ze wstęgą i z łacińską dewizą Semper invicta (Zawsze niezwyciężona).
Przemówienie okolicznościowe gen. Sikorskiego:

W uznaniu bohaterskiego, wytrwałego męstwa dowiedzionego przez ludność stołecznego miasta Warszawy w obronie przeciw najazdowi niemieckiemu, w zgodzie z uchwałą Rady Ministrów R. P. z dnia 9 X 1939 r. (...) nadaję Krzyż Srebrny Orderu Wojennego "Virtuti Militari" V klasy miastu stołecznemu Warszawie.

29 lipca 2004 roku Rada Warszawy przyjęła uchwałę o wpisaniu Orderu Wojennego Virtuti Militari w Herb Wielki Miasta Stołecznego Warszawy według następującego opisu:

W polu czerwonym Syrena, zwrócona w prawo z szablą wzniesioną w ręce prawej, z tarczą okrągłą w ręce lewej. Barwy ciała i rybiego ogona Syreny są naturalne, włosy złote, szabla i tarcza złote. Nad tarczą herbową korona królewska złota. Poniżej tarczy herbowej gałęzie laurowe z zawieszonym na nich, na wstędze, Krzyżem Srebrnym Orderu Wojennego Virtuti Militari V klasy. Na wstędze spływającej spod korony wieńczącej tarczę herbową umieszczona jest dewiza herbowa semper invicta (zawsze niezwyciężona).

## Herb Warszawy w kulturze
Poeta Józef Epifani Minasowicz jest autorem wiersza Na herb miasta Warszawy:

Syreną w herbie swoim szczyci się Warszawa

Z syreny jednej grobu Neapolu sława.

Coś więcej nad Neapol ma Warszawa przecie,

Warszawa miast królowa na sarmackim świecie.